# 阿妻諒
阿妻 諒（あづま りょう、1980年5月9日）は、日本の音楽家、ソングライター、編曲家、音楽プロデューサー、レコーディング・エンジニア。大阪府出身。